# غرنوقي خبازي الأزهار
غرنوقي خبازي الأزهار (الاسم العلمي:Geranium malviflorum) هو نوع من النباتات يتبع جنس الغرنوقي من الفصيلة الغرنوقية.